# 什拉布奧克 (紐約州)
謝諾羅克（英語：Shrub Oak）是位於美國紐約州西徹斯特縣的普查規定居民點。

## 人口
根據2020年美國人口普查的數據，謝諾羅克的面積為4.16平方千米，當中陸地面積為4.09平方千米，而水域面積為0.07平方千米。當地共有人口2143人，而人口密度為每平方千米515.14人。